# Grazer Kunstverein
Der Grazer Kunstverein ist eine gemeinnützige, auf Mitgliedschaft basierende Kunstorganisation im Erdgeschoß des historischen Palais Trauttmansdorff im Zentrum von Graz. Gegründet 1986 von Peter Pakesch und dem Kulturpolitiker Helmut Strobl, ist der Grazer Kunstverein heute eine markante Stimme in Österreich und operiert durch einen intensiven Dialog mit internationalen Entwicklungen der Gegenwartskunst. Etabliert als Raum für künstlerische Produktion, Ausstellungsmachen und Kunstvermittlung hat er sich immer gegen populistische Einflüsse gestellt und sich stattdessen für die Förderung und Präsentation qualitativ hochwertiger künstlerischer Experimente eingesetzt. Die Geschichte der Institution selbst ist durch Experiment, Risiko und einen kritischen Diskurs gekennzeichnet und bietet daher den Kontext dafür, die Rolle und Funktion eines Kunstvereins unter zeitgenössischen Bedingungen neu zu denken.
Der Grazer Kunstverein arbeitet mit österreichischen und internationalen Künstler*innen mit dem Ziel, neue und überzeugende künstlerische Positionen zu fördern und zu befähigen, und gleichzeitig ein tiefgehendes Einlassen auf Prozesse künstlerischer Praxis zu ermöglichen. Internationale Künstler*innen sind eingeladen, die Produktion spannender neuer Arbeiten in die Stadt Graz zu verlegen. Sie werden dabei unterstützt, ein vielfältiges Publikum in ihre Arbeiten einzubinden, damit dieses direkt an der Entwicklung und Realisierung origineller und ehrgeiziger künstlerischer Projekte mitwirken kann. In diesem Rahmen liegt unser Schwerpunkt darauf, Anknüpfungspunkte zu finden und Dialoge zu ermöglichen, während Erkenntnis durch Partizipation gefördert wird. Dabei bemühen wir uns, eine profunde und bedeutsame Verbindung zwischen den vielen und unterschiedlichen Gemeinschaften in Graz sowie den Künstler*innen, deren Projekte sie lebendig werden lassen, zu initiieren.
Der Grazer Kunstverein arbeitet mit interdisziplinären, prozessbasierten Praktiken realisiert durch ein ehrgeiziges Programm aus Aktivitäten, welches Ausstellungen, Performances und Veranstaltungen einschließt. Das Programm zeichnet sich durch eine enge Zusammenarbeit mit aufregenden Künstler*innen in entscheidenden Augenblicken ihrer Laufbahn aus und arbeitet reaktiv insofern, als es lokal verwurzelt, national relevant und international resonant ist.

## Leiter
- 1986–1987: Peter Pakesch, Helmut Strobl
- 1987–1993: Elisabeth Printschitz
- 1994–2005: Eva Maria Stadler
- 2005–2011: Søren Grammel
- 2012 (Jänner–September): Daniel Pies
- 2012–2016: Krist Gruijthuijsen
- 2016–2021: Kate Strain
- ab 2021: Tom Engels

## Ausstellungen
- 2002 Florian Pumhösl: Der globale Komplex – continental drift
- 2003 Dirk Bell, André Butzer, Stan Douglas und andere: Vom Horror der Kunst. Gruppenausstellung
- 2004 Josef Dabernig: Proposal for a new Kunsthaus, not further developed.
- 2005 Andreas Fogarasi. Westen (aka Osten)
- 2006 Janice Kerbel, Hilary Lloyd & Silke Otto-Knapp: Never for money always for love
- 2007 Die blaue Blume (Koproduktion mit steirischer Herbst)
- 2008 Eine Person allein in einem Raum mit Coca-Cola-farbenen Wänden Gruppenausstellung mit Fabrics Interseason, Liam Gillick, Julian Goethe, Lise Harlev und anderen
- 2009 Provisorisches Yoga (Koproduktion Steirischer Herbst) Gruppenausstellung mit Henning Bohl, Fabrics Interseason, Michaela Meise und anderen
- 2010 Imre Nagy – Koffeinmodus
- 2011 Public Folklore (Koproduktion mit steirischer herbst Kunstfestival), Gruppenausstellung mit Eva Arnqvist (S), No Corruption (founded by Roza El-Hassan, HU), Annika Eriksson und anderen
- 2012 Jahresgaben & Sammlung Kommerzielle Ausstellung von Kunstwerken von Künstlern, die im Grazer Kunstverein ausgestellt haben, Präsentation der Sammlung
- 2013 Ian Wilson; Mierle Laderman Ukeles, Maintenance Art Works 1969–1980; TRADITION, Arbeiten von Willem Oorebeek, Lucy Skaer und Christopher Williams; Trisha Brown, Frühe Arbeiten 1966–79; Josef Bauer, Werke 1965-Heute; Guy de Cointet; Nina Beier, Dexter Sinister, Josh Faught, Germaine Kruip, Will Stuart
- 2014 Lisa Oppenheim, From Abigail to Jacob (Works 2004–14); Hreinn Friðfinnsson & Bruce McLean; Tamara Henderson, Tapped Out and Spiraling in Stride; Ronald Jones, 1987–1992; Elio Montanari, Quis Erudiet Without Documenta; Christian Friedrich, On Something new/Dirt in a hole
- 2015 David Wojnarowicz & Robert Blanchon; ars viva Preis 2014/15; AA Bronson`s Sacre du Printstemps (Koproduktion steirischer herbst und Salzburger Kunstverein); Trisha Donnelly, Astoria
- 2016 Philippe van Snick; Matt Keegan & Kay Rosen, Eine Wanderausstellung; Peter Friedl, The Diaries 1981–2016; Beatrice Gibson
- 2017 Frühling: Céline Condorelli, Things That Go Without Saying 2013–2020; Chris Evans mit Morten Norbye Halvorsen, Jingle 2017–2020; Fiona Hallinan, Fink’s 2017–2020; Isabella Kohlhuber, Space for an Agreement, Isabel Nolan, The Provisory Rug, adaptable for past, present and future; Adam Zagajewski, We Know What Art Is; Ernst Fischer, Von der Notwendigkeit der Kunst; Sommer: Ruth E Lyons, WWWW: Women’s Wear for Worldly Work; Fiston Mwanza Mujila, Le Fleuve dans le Ventre/Der Fluß im Bauch; Edward Clydesdale Thomson, The Coming Garden; Herbst: Emily Mast, The Seed Eaters; Winter: Isabel Nolan, Curling Up With Reality; Ola Vasilyeva, Vom Verfall der Prunkstücke
- 2018 Frühling: Carl Johan Högberg, She Who Speaks; Niamh O’Malley, Foiled Glass; Triple Candie, If Michael Asher part I; Sommer: Nadia Belerique, On Sleep Stones; Christian Nyampeta, Words After the World; Cesare Pietroiusti, Non-Functional Thoughts; Triple Candie, If Michael Asher part II; Herbst: Dennis McNulty, TTOPOLOGY, Anne Tallentire, Plan ( . . . ); Volksfronten, Department of Ultimology, What Where; Triple Candie, If Michael Asher part III; Winter: Angelika Loderer, Poems to Gadgets; Mehraneh Atashi, Jetsam, Flotsam, Lagan, and Derelict; Triple Candie, If Michael Asher part IV
- 2019 Sylvia Schedelbauer, Collected Works 2004–2018; Triple Candie,The Culmination of Eighteen Months of Speculative Inquiry into the Anaphoric and Cataphoric Plays of a Situationist Aesthete: This Exhibition—which isn’t really about Narratology per se—Collects the Unfaithful Simulations, (Re)Articulations, and Interpolations Endeavored by Triple Candie, in Principled Reverence for the Deceased and Beloved American Artist Michael Asher (1943–2012); My Summer is your Winter: Fahim Amir, Simnikiwe Buhlungu, Laurie Charles, Chris Evans, Dora García, Morten Norbye Halvorsen, Veronika Hauer, Krõõt Juurak und Alex Bailey, Fiston Mwanza Mujila; Riccardo Giacconi, Options; Fiona Hallinan, I remember oranges, you remember dust
- 2020 Richard Kriesche, VERNISSAGE; Tai Shani, Tragodia; Emma Wolf-Haugh, Domestic Optimism. Act One: Modernism – A Lesbian Love Story; Alma Heikkilä, not visible or recognizable in any form
- 2021 Bianca Baldi, Cameo; Elisabeth von Samsonow, The Elder Poem; Aimée Zito Lema und Becket MWN, The Actress
- 2022 Sandra Lahire, Celeste Burlina, we sat rigid except for the parts of our bodies that were needed for production; Iris Touliatou, appendage; Maria Toumazou, RHYTHM, CITIZEN
- 2023 Marija Olšauskaitė, sekretas; Miloš Trakilović, Colorless Green Freedoms Sleep Furiously; Pan Daijing, Until Due Time, Everything Is Else;  Ezio Gribaudo, Davide Stucchi, The Weight Of The Concrete
- 2024 Curtis Cuffie, Curtis Cuffie's New York City; Jason Dodge; Josef Dabernig, Lacrimosa; 2019
- 2025 Elena Narbutaitė, Light, Inge Grognard, Eyes; James Richards, Fevers

## Publikationen
- Druckgrafik. Grazer Kunstverein, 1970–85
- Durch 1. Grazer Kunstverein. 1986
- Die Wahlverwandtschaften – Zitate – steirischer herbst' 86. Grazer Kunstverein, 1986
- Malerei-Wandmalerei. Grazer Kunstverein, 1987
- Bildhauerzeichnungen. Grazer Kunstverein, 1987
- Albert Oehlen: der Übel. Grazer Kunstverein, 1987
- Durch 2. Grazer Kunstverein, 1987
- Durch 3/4. Grazer Kunstverein, 1987
- Michelangelo Pistoletto, Grazer Kunstverein, 1987
- Ilya Kabakov: Vor dem Abendessen. Grazer Kunstverein, 1988
- Durch 5. Bildbeschreibungen. Grazer Kunstverein, 1988
- Graz 1988. Grazer Kunstverein, 1988
- Ilija Šoškić. Grazer Kunstverein, 1989
- Aus Grazer Sammlungen. Grazer Kunstverein, 1989
- Durch 6/7. Vor aller Augen Grazer Kunstverein, 1990
- Zeichnungen 1. Grazer Kunstverein, 1990
- Durch 8/9. Grazer Kunstverein, 1990
- Michael Zinganel: QWERTYUIOPASDFGHJKLZXCVBNM. Grazer Kunstverein, 1991
- Plakate. Grazer Kunstverein, 1992
- Martin Kippenberger: Old Vienna Posters. Grazer Kunstverein, 1992
- REAL TEXT. Denken am Rande des Subjekts. Grazer Kunstverein, 1993
- REAL AIDS. Arge Real (Hrsg.), Klagenfurt, 1993
- Esprit d`amusement. Grazer Kunstverein, 1994
- steirischer herbst 1994. Grazer Kunstverein, 1994
- Self Made. Grazer Kunstverein, 1995
- Fernbedienung. Does television inform the way art is made? Grazer Kunstverein, 1996
- Chapmanworld. Grazer Kunstverein 1996
- Durch 10. The Sick Soul. Grazer Kunstverein, 1996
- Mise en Scène. Theater und Kunst (Bilder). Grazer Kunstverein, 1998
- Mise en Scène. Theater und Kunst (Texte). Grazer Kunstverein, 1998
- Hans-Peter Feldmann: Bilder. Grazer Kunstverein, 1999
- Bildung. Information, Kommunikation und Didaktik. Grazer Kunstverein, 1999
- Dorit Margreiter: Short Hills. Grazer Kunstverein, 1999
- Re_public. Zur Wahrnehmung des Öffentlichen als Öffentliches, Grazer Kunstverein, 2000
- Timewave Zero. A psychedelic Reader. Grazer Kunstverein, 2001
- DURCH 11. Elisabeth Printschitz. Grazer Kunstverein, 2001
- Der globale Komplex. Grazer Kunstverein & O. K Centrum für Gegenwartskunst, 2002
- Mathias Poledna: Actualité. Grazer Kunstverein, 2002
- Arbeit am Leben. Das Gespenstische Soziale des Kinos. Grazer Kunstverein, 2003
- Jonathan Monk: & MILK. Today is just a copy of yesterday. Grazer Kunstverein, 2004
- Josef Dabernig. Proposal for a New Kunsthaus, not further developed.Eva Maria Stadler (Hrsg.) Mit einem Text von Christian Kravagna. Grazer Kunstverein, 2004.
- Claudia & Julia Müller. Madleine Schuppli (Hrsg.), Basel 2004
- Martin Beck: an Exhibit. viewed played populated. Grazer Kunstverein, 2005
- Routes. Imaging travel and migration. Grazer Kunstverein, 2006
- Søren Grammel: Eine Person allein in einem Raum mit Coca-Cola-farbenen Wänden. Grazer Kunstverein, 2006
- Søren Grammel, Maria Lind: Es ist schwer das Reale zu berühren. Grazer Kunstverein, 2007
- __fabrics interseason: DÖBLING REFORM: panier und biobourgeoisie. __fabrics interseason, 2007
- Søren Grammel: Bernd Krauß. Für die hinterm Vorhang leben. Grazer Kunstverein, 2007
- Søren Grammel: Tom Holert. Quellen der Unsicherheit. Grazer Kunstverein, 2007
- Vojin Baki. Grazer Kunstverein, 2008
- Søren Grammel: Andreas Fogarasi. Information. Grazer Kunstverein, 2008
- Søren Grammel, Mari Laanemets: Mladen Stilinovic. On Money and Zeros. Grazer Kunstverein, 2008
- Michaela Meise: ze gym. Der moderne Körper: Gymnastik, Bodybuilding, Pilates, Yoga. Grazer Kunstverein, 2009
- Søren Grammel: Der symbolische Auftraggeber / The symbolic commissioner. Grazer Kunstverein, 2010
- Raivo Puusemp, Beyond Art – Dissolution of Rosendale, N.Y. Raivo Puusemp (Hrsg.), 2012
- The Lip Anthology: An Australian Feminist Arts Journal 1976–1984. Vivan Ziherl (Hrsg.), 2013
- Writings and Conversations by Doug Ashford. Grazer Kunstverein und Mousse Publishing, 2013
- Lisa Oppenheimer : 2003–2013. Grazer Kunstverein, 2014
- Ronald Jones. Grazer Kunstverein, 2014
- Durch 12. Grazer Kunstverein, 2014
- Josef Bauer: Werke 1965 – Heute. Grazer Kunstverein, 2014
- Vincent Fecteau. Krist Gruijthuijsen (Hrsg.), 2015
- Matthias Herrmann, FH. Grazer Kunstverein, 2015
- Mierle Laderman Ukeles: Seven Work Ballets. Grazer Kunstverein, 2015
- Elio Montanari: Quis Erudiet Without Documenta. Grazer Kunstverein, 2015
- Philippe Van Snick: VOYAGE VOYAGE. Grazer Kunstverein, 2016
- Oceans of Love: The Uncontainable Gregory Battcock. Grazer Kunstverein, 2016
- Cesare Pietroiusti: Non-Functional Thoughts. Grazer Kunstverein, 2018
- Chris Evans, Morten Norbye Halvorsen: Jingles. Grazer Kunstverein, 2019
- Triple Candie: Grazer Kunstverein, 2017–2020. Grazer Kunstverein, 2019
- Bianca Baldi: Play-White. Grazer Kunstverein, 2021
- we sat rigid except for the parts of our bodies that were needed for production. Ed. Tom Engels. Grazer Kunstverein, 2022.
- prefaces to appendage. Ed. Tom Engels. Grazer Kunstverein, 2022.
- R, C.  Ed. Tom Engels. Grazer Kunstverein, 2022.
- secrets. Ed. Tom Engels. Grazer Kunstverein, 2023.
- Colorless Green Freedoms Sleep Furiously.  Ed. Tom Engels. Grazer Kunstverein, 2023.
- Until Due Time, Everything Is Else.  Ed. Tom Engels. Grazer Kunstverein, 2023.
- The Weight Of The Concrete.  Ed. Tom Engels. Grazer Kunstverein, 2023.
- Curtis Cuffie's New York City.  Ed. Tom Engels. Grazer Kunstverein, 2024.
- Lacrimosa. Ed. Tom Engels. Grazer Kunstverein, 2024
- Ezio Gribaudo - The Weight of the Concrete. Ed. Tom Engels. Grazer Kunstverein, 2024
- Suzon: Selected Writings by Raimundas Malašauskas. Ed. Tom Engels, Yana Foqué, Krist Gruijthuijsen. Grazer Kunstverein, 2024
- Spines. Julie Peeters. Grazer Kunstverein, 2024
- Eyes. Ed. Inge Grognard. Ed. Tom Engels. Grazer Kunstverein, 2025
- Jason Dodge. Ed. Jason Dodge. 2025